# Sinn Féin
Sinn Fein (SF) (irski: "Mi sami"), irski nacionalni pokret, političko krilo IRA-e i ljevičarska republikanska stranka.

## Povijest
Sinn Fein je utemeljio je u Dublinu 28. studenog 1905. godine Arthur Griffith kao nacionalni republikanski pokret za jedinstvenu i samostalnu Irsku. Pod vodstvom Sinn Féina i Irskog republikanskog bratstva (Irish Republican Brotherhood), na uskrsni je ponedjeljak, 24. travnja 1916. godine u Dublinu bio podignut ustanak koji je nakon šestodnevnog otpora ugušila britanska vojska.
Nakon toga su Sinn Feinovi zastupnici iz britanskog Donjeg doma uspostavili irski parlament i proglasili neovisnost, a Eamon de Valera sastavio je vladu Irske. To je dovelo do britansko-irskoga rata (1919.), u kojem su se istaknuli Sinn Fein i Irska republikanska vojska (IRA), koja se 1925. godine izdvojila iz Sinn Feina. Velika Britanija priznala je 1922. neovisnost južne Irske.
Potom je Sinn Fein doživio nekoliko rascjepa, nakon čega je 1926. godine bila osnovana Republikanska stranka (Fianna Fáil), a 1933. Ujedinjena irska stranka (Fine Gael). Od tada Sinn Fein nema značajniju ulogu u političkom životu Irske.
Tijekom 1970-ih došlo je do rascjepa na Službeni Sinn Féin (Official Sinn Féin) i Provizorni Sinn Féin (Provisional Sinn Féin), političku organizaciju militantnoga pokreta pod nazivom Provizorna IRA (Provos).

## Ustroj i djelovanje
Vode se ideologijama socijalizma i irskog republikanizma. Pored zalaganja za liberalne ciljeve, zalaže se i za sjedinjenje Sjeverne Irske s maticom zemljom. Njihovi predstavnici su u Dail na Eirannu (Irskom parlamentu). U Irskoj je četvrta stranka po jakosti, a u Sjevernoj Irskoj druga. 
U Irskoj su protivnici Pro-life pokreta i traže ozakonjenje pobačaja, dok se većina drugih stranaka zalaže očuvanje zaštite života od začeća do prirodne smrti.
Članica je stranke European United Left–Nordic Green Left u Europskom parlamentu.

## Vanjske poveznice
Mrežna mjesta
- Sinn Féin, službeno mrežno mjesto (engl.)
- An Phoblacht, Republika, glasilo stranke (engl.)
- Povijesno rukovanje: Charles pružio ruku vođi Sinn Feina, 24sata, 19. svibnja 2015.